# Azad Rahimov
Azad Arif oğlu Rəhimov (Bakú, 8 de octubre de 1964-Nueva York, 30 de abril de 2021) fue un político azerbaiyano. Desde 2006 hasta su fallecimiento fue el ministro de la Juventud y Deportes de la República de Azerbaiyán.

## Biografía
Nació el 8 de octubre de 1964 en Bakú. Se graduó de la Universidad de Lenguas de Azerbaiyán en 1986. 
En 1986-1987 sirvió en las Fuerzas Armadas de la Unión Soviética en Moscú. En 1987-1989 trabajó en el comité de rayón de Khatai. En 1989-1990 fue presidente del Comité de Organización de la Juventud de Azerbaiyán. En 1994-1998 trabajó como director ejecutivo de la empresa Ros-IMESKO. De 1998 a 2006 fue director ejecutivo de la empresa Italdesign. 
El 7 de febrero de 2006 Azad Rahimov fue nombrado Ministro de la Juventud y Deportes de la República de Azerbaiyán.
Según el servicio de prensa del Ministerio de Juventud y Deportes de Azerbaiyán, el 30 de abril de 2021, Azad Rahimov murió en Nueva York y fue enterrado en el Segundo Callejón de Honor en Bakú.

## Premios y títulos
- Orden Shohrat (2015)
- Orden "Por el servicio a la patria" (2019)[6]